# Zsombor Kerekes
Zsombor Kerekes (Zenta, 13 september 1973) is een - hoewel in Joegoslavië geboren - Hongaars voormalig betaald voetballer.

## Clubcarrière
De 1.92 meter lange aanvaller begon zijn carrière in 1998 bij Spartak Moskou. In Moskou verbleef hij één seizoen, zonder één wedstrijd te spelen voor de hoofdmacht. Hij verhuisde hierop naar Debreceni VSC, waar hij uitgroeide tot een vaste waarde. Hij zou hier blijven tot 2005 - met tussentijds één seizoen bij Pécsi Mecsek FC - waarna hij naar Willem II vertrok. Na een mislukt avontuur in Tilburg keerde hij in 2007 terug naar Debreceni VSC.

## Interlandcarrière
Kerekes speelde negen interlands voor het Hongaars voetbalelftal, waarin hij twee keer scoorde. Hij maakte zijn debuut op 30 november 2004 in het met 1-0 verloren duel in Bangkok tegen Slowakije. Zijn negende en laatste interland speelde hij op 8 oktober 2005 in Sofia tegen Bulgarije.

## Statistieken
| Seizoen | Club            | Competitie   | Wedstrijden | Goals |
| ------- | --------------- | ------------ | ----------- | ----- |
| 1998/99 | Spartak Moskou  | Premjer-Liga | 0           | 0     |
| 1999/00 | Debreceni VSC   | Borsodi Liga | 15          | 8     |
| 2000/01 | Debreceni VSC   | Borsodi Liga | 29          | 19    |
| 2001/02 | Debreceni VSC   | Borsodi Liga | 26          | 3     |
| 2002/03 | Debreceni VSC   | Borsodi Liga | 12          | 2     |
| 2003/04 | Pécsi Mecsek FC | Borsodi Liga | 16          | 8     |
| 2004/05 | Debreceni VSC   | Borsodi Liga | 26          | 12    |
| 2005/06 | Debreceni VSC   | Borsodi Liga | 1           | 0     |
|         | Willem II       | Eredivisie   | 20          | 2     |
| 2006/07 | Willem II       | Eredivisie   | 7           | 1     |
| 2007/08 | Debreceni VSC   | Borsodi Liga | 26          | 11    |
| Totaal  |                 |              | 178         | 66    |